# Miku
Nicolás Ladislao Fedor Flores (Caracas, 19 augustus 1985) – alias Miku – is een Venezolaans voetballer die bij voorkeur als aanvaller speelt. Hij tekende in 2015 bij Rayo Vallecano. Miku debuteerde in 2005 in het Venezolaans voetbalelftal.

## Clubcarrière
Miku werd geboren in de Venezolaanse hoofdstad Caracas. Zijn vader is Hongaars en zijn moeder is een Venezolaanse. In 2001 kwam hij in de jeugdopleiding van Valencia CF terecht. Die club leende de aanvaller uit aan CD Alcoyano, UD Salamanca, Ciudad de Murcia, Gimnàstic en opnieuw UD Salamanca. In 2010 tekende hij bij Getafe CF, dat hem tijdens het seizoen 2012/13 uitleende aan Celtic. In september 2013 trok de Venezolaans international naar het Qatarese Al-Gharafa. In februari 2015 tekende hij een contract tot medio 2017 bij Rayo Vallecano. Op 19 april 2015 maakte Miku zijn eerste doelpunt voor Rayo Vallecano, in een competitiewedstrijd tegen UD Almería.

## Interlandcarrière
Op 16 augustus 2006 debuteerde Miku voor Venezuela in een vriendschappelijke interland tegen Honduras. Zijn eerste interlanddoelpunt maakte hij op 28 maart 2007 tegen Nieuw-Zeeland. Op 1 april 2009 maakte de aanvaller zijn eerste treffer in een officiële interland in de WK-kwalificatiewedstrijd tegen Colombia. Op 10 september 2009 maakte hij twee treffers in de WK-kwalificatiewedstrijd tegen Peru.

## Erelijst
| Kampioen Scottish Premier League | 1x | 2012/13 |
| Scottish Cup                     | 1x | 2012/13 |